# 肯亞 (1963年—1964年)
肯尼亚（英語：Kenya）在1963年12月12日至1964年12月12日期间是一个短命的主权国家，其国家元首是英国女王伊丽莎白二世。它是肯尼亚共和国的前身。
当英属肯尼亚于1963年12月12日独立时，伊丽莎白二世仍然是肯尼亚（以及英国和许多前殖民地）女王的国家元首。君主的宪法职责主要委托给肯尼亚总督马尔科姆·约翰·麦克唐纳 ( Malcolm John Macdonald) 。 
 (Jomo Kenyatta)担任总理（兼政府首脑）。伊丽莎白二世于1952年2月6日在独立前访问了肯尼亚，此后又多次访问肯尼亚共和国。
肯尼亚共和国于1964年12月12日成立，同时在其他政府的共同同意下留在英联邦。废除君主制后，成为肯尼亚共和国的第一任总统。

## 延伸阅读
- . Archontology.org. 2011-04-30  [2017-01-26]. （原始内容存档于2023-05-31）.
- . Archontology.org.   [2017-01-26]. （原始内容存档于2022-06-05）.
- . Archontology.org.   [2017-01-26]. （原始内容存档于2017-02-02）.
- . Archontology.org.   [2017-01-26]. （原始内容存档于2023-05-31）.
- . Archontology.org.   [2017-01-26]. （原始内容存档于2023-05-31）.
- . Archontology.org.   [2017-01-26]. （原始内容存档于2023-05-31）.
- . TheyWorkForYou.   [2017-01-26]. （原始内容存档于2023-05-31）.
- Template:Hansard